# Look Back
Look Back (ルックバック Rukku Bakku?) es un manga escrito y dibujado por Tatsuki Fujimoto. Se trata de una historia autoconclusiva protagonizada por una chica, Ayumu Fujino, que encuentra inspiración en su rivalidad con una compañera de clase para convertirse en dibujante profesional.
La obra se publicó el 19 de julio de 2021 en Shōnen Jump+, el servicio de webcómic de Shūeisha, y posteriormente ha sido editada en formato tankōbon. Cuenta con versiones en español a cargo de Norma en España, de Ivrea en Argentina y Panini en México. A raíz de su buena acogida en ventas y crítica, en junio de 2024 se estrenó una película de animación producida por Studio Durian y distribuida por Prime Video a nivel internacional.
Fujimoto publicó la historia al poco tiempo de haber terminado la primera parte de Chainsaw Man, su mayor éxito hasta la fecha, y se inspiró en su propia experiencia como dibujante. La obra resultó un éxito entre la crítica especializada y fue reconocida con el Kono Manga ga Sugoi! a la «mejor obra masculina» de 2022.

## Argumento
La historia está protagonizada por dos chicas de Yamagata que aspiran a convertirse en dibujantes. Ayumu Fujino (藤野 歩 Fujino Ayumu?) es una estudiante de primaria que publica tiras cómicas de cuatro viñetas (yonkoma) en el periódico escolar, mientras que Kyomoto (京本 Kyōmoto?) es una compañera que tiene agorafobia y no va a clase. Cuando ambas comparten sección en el periódico, Fujino enfurece al descubrir que Kyomoto dibuja mucho mejor que ella. Herida en su orgullo, estudia por su propia cuenta los fundamentos del dibujo y se obsesiona al punto de preocupar a su familia y amigos. Pero a pesar de que llega a mejorar bastante, no es capaz de alcanzar el nivel de Kyomoto y decide rendirse.
En la graduación escolar, el profesor pide a Fujino que vaya a casa de Kyomoto para entregarle su diploma. Al entrar en la vivienda se encuentra el pasillo lleno de libros de bocetos y una tira de viñetas en blanco. Fujino dibuja en ella un yonkoma donde se burla del encierro de su compañera, pero la hoja se le escapa y acaba colándose en la habitación. En ese momento Kyomoto se atreve a salir de casa y se presenta ante Fujino como una gran admiradora de su obra. Ambas se despiden y Fujino, abrumada por los elogios entusiastas, llora de felicidad bajo la lluvia porque su talento ha sido reconocido por su mayor rival, lo cual le anima a volver a dibujar.
En el instituto, Fujino y Kyomoto forman un dúo artístico, Kyo Fujino, que presenta mangas autoconclusivos a editoriales: la primera asume los guiones y los personajes, mientras que la segunda se encarga de los fondos. Ambas se complementan y Kyomoto llega a agradecer a Fujino que le haya ayudado a abrirse al mundo. No obstante, cuando un editor les ofrece un contrato profesional, sus caminos se distancian: Kyomoto deja el manga para estudiar bellas artes en la universidad, mientras que Fujino se enfada con ella y publica en solitario su propia serie, Shark Attack.
Años después, ya convertida en una autora de prestigio, Fujino recibe noticias de que un sujeto hace una matanza en la universidad de Yamagata, donde Kyomoto es una de las víctimas. Desesperada por la pérdida de su mejor amiga, pues cree que inspirarla a salir al exterior ha sido la causa indirecta de su muerte, Fujino regresa a casa de Kyomoto y rompe el yonkoma que le dedicó. En ese momento Fujino imagina una línea temporal donde no se hubiesen conocido en la casa: Kyomoto asiste igualmente a la universidad pero Fujino habría conseguido salvarla de su atacante. En ese escenario, ambas también habrían trabajado juntas.
Fujino dibuja otro yonkoma, titulado «Look Back» (en español: «Mira atrás»), en el que imagina cómo habría salvado la vida de Kyomoto. Aún conmocionada, entra en la habitación de su mejor amiga y descubre que ésta nunca había dejado de admirarla a pesar del distanciamiento. En ese instante Fujino recuerda todos los momentos de felicidad que ha vivido con Kyomoto y decide seguir dibujando. En la ventana de su estudio la autora pega el yonkoma dedicado a Kyomoto, el recuerdo permanente de la razón que le ha llevado a convertirse en una mangaka profesional.

## Personajes
Ayumu Fujino (藤野 キョウ Fujino Kyō?)
Kyomoto (京本 Kyōmoto?)

## Contenido de la obra

### Manga
Look Back, escrito e ilustrado por Tatsuki Fujimoto, tuvo su lanzamiento en la página de la Shōnen Jump+ de Shūeisha en el 19 de julio de 2021. La revista que publicó el One-shot lanzó un tomo único con la historia el 3 de septiembre de 2021.
El capítulo fue publicado en línea en inglés por VIZ Media y la plataforma Manga Plus de Shueisha. En febrero de 2022, Viz Media anunció que había licenciado el manga y que el volumen se publicará el 20 de septiembre de 2022. En España, el One-shot es licenciado por Norma Editorial, en Argentina fue licenciado por Editorial Ivrea y en México fue licenciado por la Editorial Panini.

### Película
En febrero de 2024, se anunció una adaptación cinematográfica de anime. Está producida por Studio Durian y dirigida por Kiyotaka Oshiyama, quien también está a cargo del guion y el diseño de personajes. Se estrenó el 28 de junio de 2024 en los cines de Japón.
Kiyoshi Sameshima es el director de arte, Haruka Nakamura compuso la música y Avex Pictures distribuye la película en territorio asiático.
Tras 18 días de estreno, Look Back logró recaudar 6,41 millones de dólares estadounidenses en taquilla.
La película se estrenó mundialmente en Amazon Prime Video el 7 de noviembre de 2024 (el 8 de noviembre en Asia debido a las diferencias horarias).

## Recepción

### Manga
Look Back fue aclamado en Japón teniendo una tremenda recepción. Logró alcanzar en su primer día de publicación 2.5 millones de lecturas en línea, para luego alcanzar más de 4 millones de lecturas en dos días.
El volumen tankōbon vendió 73.912 copias en su primera semana de lanzamiento y 80.186 copias en la segunda, lo que lo situó cuarto y tercero, respectivamente, en la lista semanal de manga de Oricon.
¡Look Back encabezó la lista de manga para lectores masculinos de Kono Manga ga Sugoi! 2022 de Takarajimasha.Ocupó el puesto 29 en la lista del «Libro del Año» de 2022 de la revista Da Vinci.Consiguió el premio especial de los Trend Awards 2021 de Twitter Japón.También fue nominado al XV Manga Taishō en 2022 y quedó en segundo lugar con 68 puntos.Ganó el premio Rakuten Kobo's E-book Award en la categoría «¡Un volumen completo! One-Shot Manga» en 2023.Fue nominado para el Premio Eisner 2023 en la categoría de Mejor Edición Estadounidense de Material Internacional-Asia.

### Película
En el sitio web agregador de críticas Rotten Tomatoes, Look Back recibió una valoración del 100% de los críticos basada en 18 reseñas con una puntuación media de 8,7/10. Metacritic, que utiliza una media ponderada, asignó a la película una puntuación de 87 sobre 100, basada en 5 críticas, lo que indica «aclamación universal».